# Ахмед ибн Салман Аль Сауд
Ахме́д ибн Салма́н А́ль Сау́д (араб. أحمد بن سلمان آل سعود‎; 17 ноября 1958, Эр-Рияд — 22 июля 2002, Эр-Рияд) — саудовский принц и предприниматель. 

## Биография
Ахмед ибн Салман родился 14 ноября 1958 года в семье принца Салмана ибн Абдул-Азиза Аль Сауда и его первой жены Султаны бинт Турки ас-Судайри, она умерла в июле 2011 года. У него были родные братья: принцы Фахд (1955—2001), Султан  (род. 1956), Абдул-Азиз (род. 1960) и Фейсал (род. 1970) и  младшая сестра, принцесса Хасса (род. 1974).
Получил образование в Военной академии Уэнтворта (Лексингтон (Миссури)), а затем поступил в Калифорнийский университет в Ирвайне, где изучал сравнительную культуру.
Получив образование, Ахмед ибн Салман поступил на военную службу, но её оставил и стал заниматься бизнесом. В 1985 году он основал компанию ASAS, компанию, которая специализировалась на техническом обслуживании и подрядных работах. Спустя четыре года, в 1989 году он основал Саудовскую исследовательскую и маркетинговую группу (SRMG), крупную компанию с офисами в Эр-Рияде и Джидде.
Занимался разведением чистокровных арабских лошадей и увлекался конным спортом, а также занимался благотворительностью.
Скончался 22 июля 2002 года в Эр-Рияде в возрасте 43 лет от сердечной недостаточности; был похоронен на следующий день на кладбище Аль-Уд.

## Семья
Ахмед ибн Салман был женат на принцессе Ламии бинт Мишааль Аль Сауд, дочери принца Мишааля ибн Сауда Аль Сауда. У супругов было 4 дочери и сын, благодаря этому принца называли «отцом девочек».